# Перекалин, Всеволод Васильевич
Всеволод Васильевич Перека́лин (1913—1998) — советский и российский химик-органик. Доктор наук, профессор кафедры органической химии РГПУ имени А. И. Герцена, один из главных создателей лекарственного препарата Фенибут.

## Биография
Родился 14 (27) февраля 1913 в Санкт-Петербурге. Отец: Василий Евгеньевич Перекалин — сын русского офицера и белошвейки. Окончил с серебряной медалью 6-ю Санкт-Петербургскую гимназию (1897) и  Военно-медицинскую академию. Был хирургом оториноларингологом, полковником медицинской службы. Служил в самых отдаленных участках Российской империи, в Порт-Артуре и местечке Кушка, самой южной точке империи и бывшего СССР (ныне Туркменистан). После Революции Василий Евгеньевич продолжил работать на кафедре оториноларингологии Военно-медицинской академии в содружестве с академиком В. И. Воячек и профессором В. Р. Ундриц. Василий Евгеньевич прекрасно знал историю, и привил своему сыну любовь к этим дисциплинам, а также страсть к чтению. Скончался в 1937 году от рака желудка. Его научные работы по изучению вестибулярного аппарата актуальны и вызывают интерес специалистов и в настоящее время. Мать: Евгения Александровна, в девичестве — Парлёр, из обрусевшего английского рода; была высокообразованной женщиной с решительным твёрдым характером.
Всеволод Васильевич два года проучился в Первом Медицинском институте. Ещё в школе он увлёкся химией и даже начал изучать вузовский «Начальный курс органической химии» С. Н. Реформатского. Поэтому поступил в Ленинградский технологический институт, чтобы получить профессию, связанную с производством: химик-органик-технолог. Одновременно работал под руководством Ю. С. Залькинда. По окончании института был оставлен в аспирантуре и продолжил свою деятельность на кафедре красителей технологического института под руководством академика А. Е. Парай-Кошица. В 1940 году успешно защитил диссертацию на звание кандидата химических наук по химии азокрасителей.
С началом Великой Отечественной войны вступил в ряды Красной армии и сначала находился в блокадном Ленинграде. Затем отправляется на передовую, на фронт, где служит в инженерных войсках в звании капитана. На его долю, как на всех фронтовиков, выпадают тяготы и лишения войны: попадает под артобстрел прямой наводки в степях Украины, оказывается в окружении немецких войск, участвует в подготовке переправы сухопутных войск, артиллерии и броневой техники через Днепр. В этом боевом эпизоде ВОВ Всеволод Васильевич занимается подрывом крупных льдин, идущих по реке, чтобы они не повреждали понтонную переправу. Находясь на фронте, Всеволод Васильевич постоянно обдумывает научные темы, присылает тезисы своей будущей работы академику Парай-Кошице. По окончании войны, не будучи демобилизованным, поступил в докторантуру на кафедру химии Военно-медицинской академии в Ленинграде.
В 1949 году Перекалин стал доктором химических наук, тема диссертации — «О поведении 1,5-аминонафтола и его производных в реакциях азосочетания».
С 1949 года по 1992 год В. В. Перекалин руководил кафедрой органической химии ЛГПИ имени А. И. Герцена. В 1950 году он избран заведующим кафедрой.
В 1959 году по инициативе Перекалина на кафедре органической химии открыта лаборатория нитросоединений.
В середине 1950-х годов Всеволод Васильевич встречает на кафедре органической химии ЛТИ имени Ленсовета Киру Борисовну Ралль. Она сочетала научную, преподавательскую деятельность, была доцентом кафедры органической химии ЛТИ имени Ленсовета, ученым секретарём химического ученого совета.[значимость факта?]
Сотрудничал со многими научными центрами в Москве, Волгограде, Краснодаре и других городах бывшего Советского Союза, читал лекции на Дальнем Востоке. Имел обширные научные связи в странах зарубежья.[значимость факта?]

## Сфера научных интересов
Сфера интересов В. В. Перекалина была весьма широка, но основные научные направления кафедры под его руководством – изучение непредельных нитросоединений, а также исследование производных гаммо-аминомасляной кислоты. Эта многолетняя работа привела профессора Перекалина к созданию препарата Фенибут. Фенибут был введен в аптечку советских космонавтов, использовался в полете «Союз-Аполлон» в 1975 году.
Изучение непредельных нитросоединений, после снятия грифа секретности, привело к изданию учебника по нитроалканам в Великобритании. Этому способствовал ученик Всеволода Васильевича доктор химических наук Ефремов Е. А, работающий в Англии по контракту. Учебник издан в соавторстве с учениками и сотрудниками профессором, доктором химических наук Липиной Э. С., профессором, доктором химических наук Берестовицкой В. М., которая приняла эстафету заведования кафедрой органической химии (1996–2017 гг.) В. В. Перекалин сочетал научную работу с преподавательской деятельностью, уделяя учебному процессу огромное внимание. Результатом этой деятельности стало издание учебника по органической химии.

## Педагогическая деятельность
Всеволод Васильевич отдал работе в Герценовском университете 48 лет. Он создал стройную систему обучения органической химии в педагогическом вузе, основал научную школу по химии непредельных нитросоединений. В.В. Перекалин был одним из инициаторов организации в Герценовском университете факультета химии.

## Научная деятельность
Основная научная тематика коллектива[какого?] «Химия нитросоединений; поиск лекарственных средств на их основе» относится к приоритетным направлениям развития науки и техники. Научный коллектив имеет большой опыт в области химии азотсодержащих соединений.
Разработан общий метод синтеза γ-аминокислот и α-пирролидонов, синтезировано свыше 200 производных этого ряда, создан оригинальный отечественный транквилизатор Фенибут, в настоящее время широко используемый в медицинской практике. Кроме этого в ряду производных ГАМК и α-пирролидона рекомендовано к промышленному освоению группа новых препаратов: антигипертензивное средство Карфедон; неопиатный анальгетик Омега; средство, повышающее физическую работоспособность Мефебут; антиангинальный препарат с антинекротическим действием Сукцикард. Также в последние годы был предложен и запатентован[значимость факта?] Цитракард и другие новые аналоги фенибута. Цитракард обладает более широким диапазоном полезных свойств; он сочетает ноотропную, антиишемическую, гипотензивную и противоаритмическую активность.